# Brain Gym
Brain Gym International (antes chamada de Fundação de Cinesiologia Educational) é uma empresa com sede na California que promove uma técnica pseudocientífica que promete facilitar o aprendizado de qualquer tema a partir de movimentos como rastejar, desenhar, traçar símbolos no ar, bocejar e beber água.
A técnica, criada pelo casal Paul e Gail E. Dennison na década de 1980, parte do princípio que o movimento, a cognição e o aprendizado acadêmico são interdependentes, mesmo seus autores assumindo que não sabem o motivo dessa interdependência. Segundo os próprios autores, a técnica foi desenvolvida a partir da necessidade que os autores tinham de auto-aprendizagem. Eles listaram suas atividades preferidas para aprender a para se exercitar, dando-lhes nomes lúdicos (como Coruja, Elefante e Alfabeto 8) e agrupando-as em uma sequencia. Essa sequencia foi publicada em um livro laranja chamado Brain Gym: Simple Activities for Whole-Brain Learning, em 1986.
A eficácia da técnica é baseada em uma série de evidências anedóticas publicadas no site da empresa, mas segundo a Associação Britânica de Neurociência, a Sociedade Fisiológica Britânica e a organização Sense About Science, essa técnica não tem base na realidade.